# 미네소타 대학교
미네소타 대학교 트윈 시티즈(University of Minnesota-Twin Cities)는 미국 미네소타주 최대의 도시인 미니애폴리스와 주도인 세인트폴에 소재하고 있는 미국의 명문 주립대학이다. 미네소타 대학교 트윈 시티즈 캠퍼스는 미시시피 강을 중심으로 미니애폴리스와 세인트폴 두개의 도시에 나란히 분포되어 있다. 이러한 이유로 두 지역이 쌍둥이 도시(트윈 시티즈, Twin Cities)라는 별칭을 가지게 되었다. 미네소타 대학교 트윈 시티즈 캠퍼스는 미네소타 대학교 시스템에서 중심이 되고 가장 오랜 역사를 자랑하는 본교 격인 대학이다. 학생들과 지역주민들은 미네소타 대학교를 약칭 U of M 혹은 The U 라고 부른다.

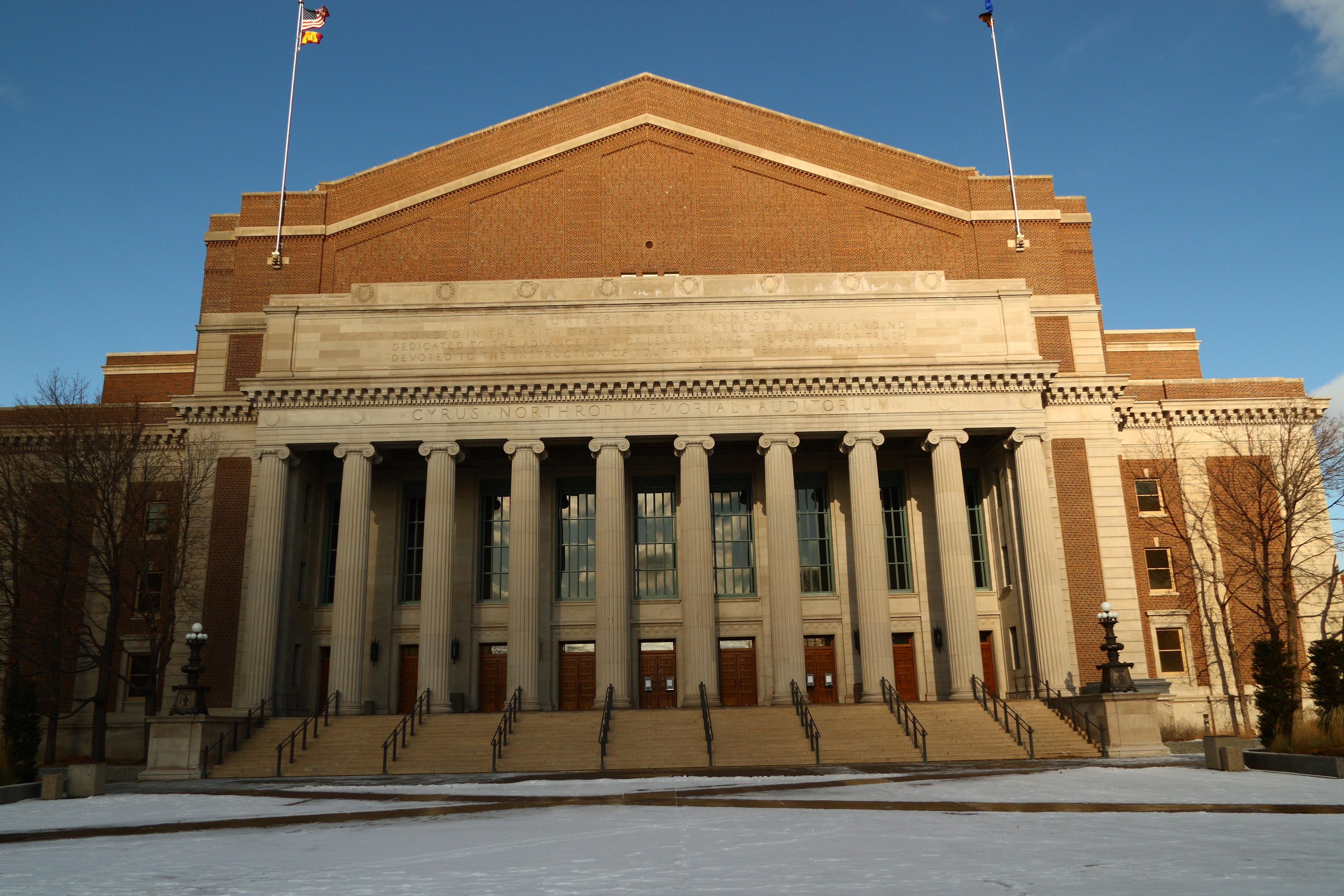
University of Minnesota - Northrop Memorial Auditorium (3098267031)

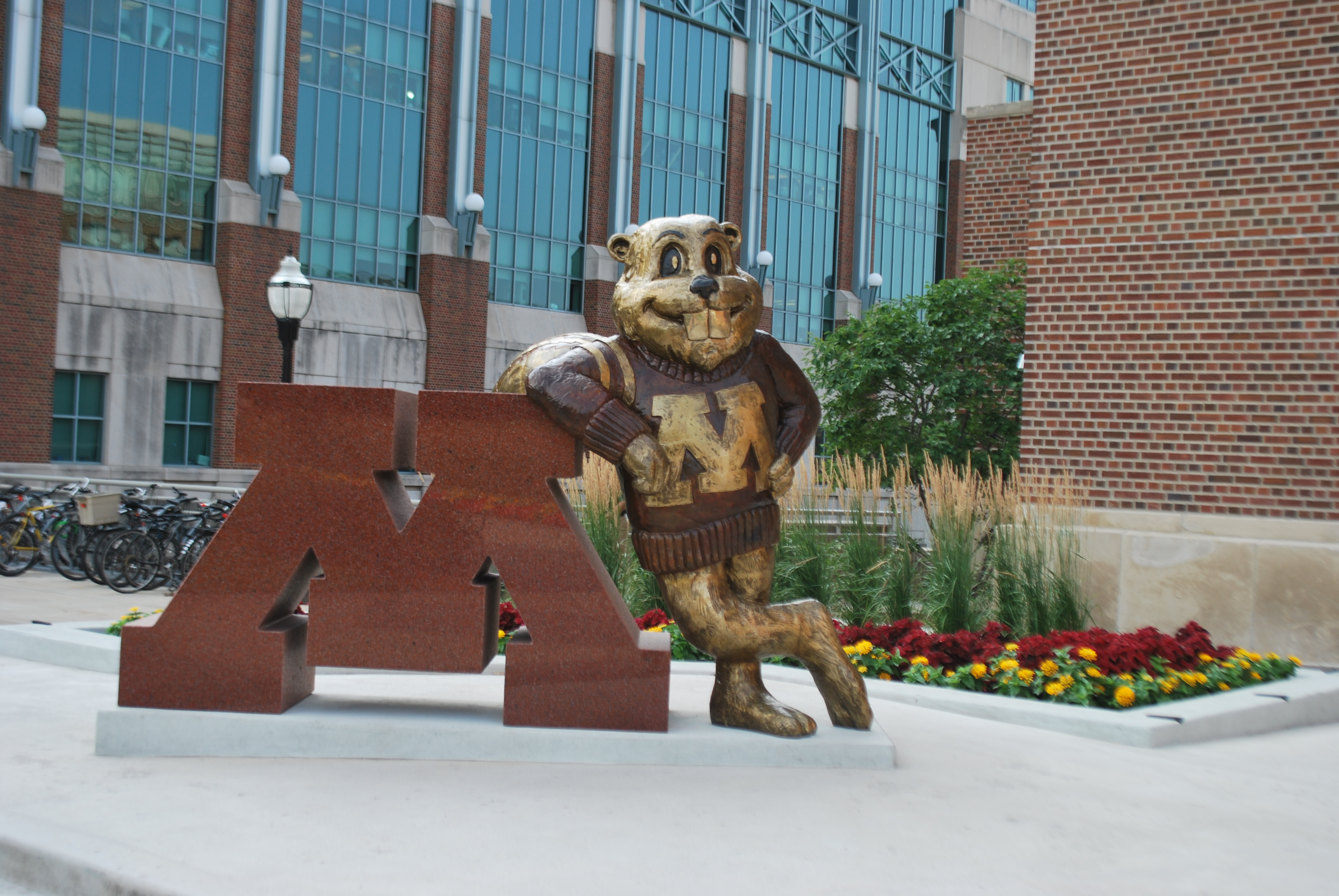
Goldy Gopher (Bronze and Granite, 2015)

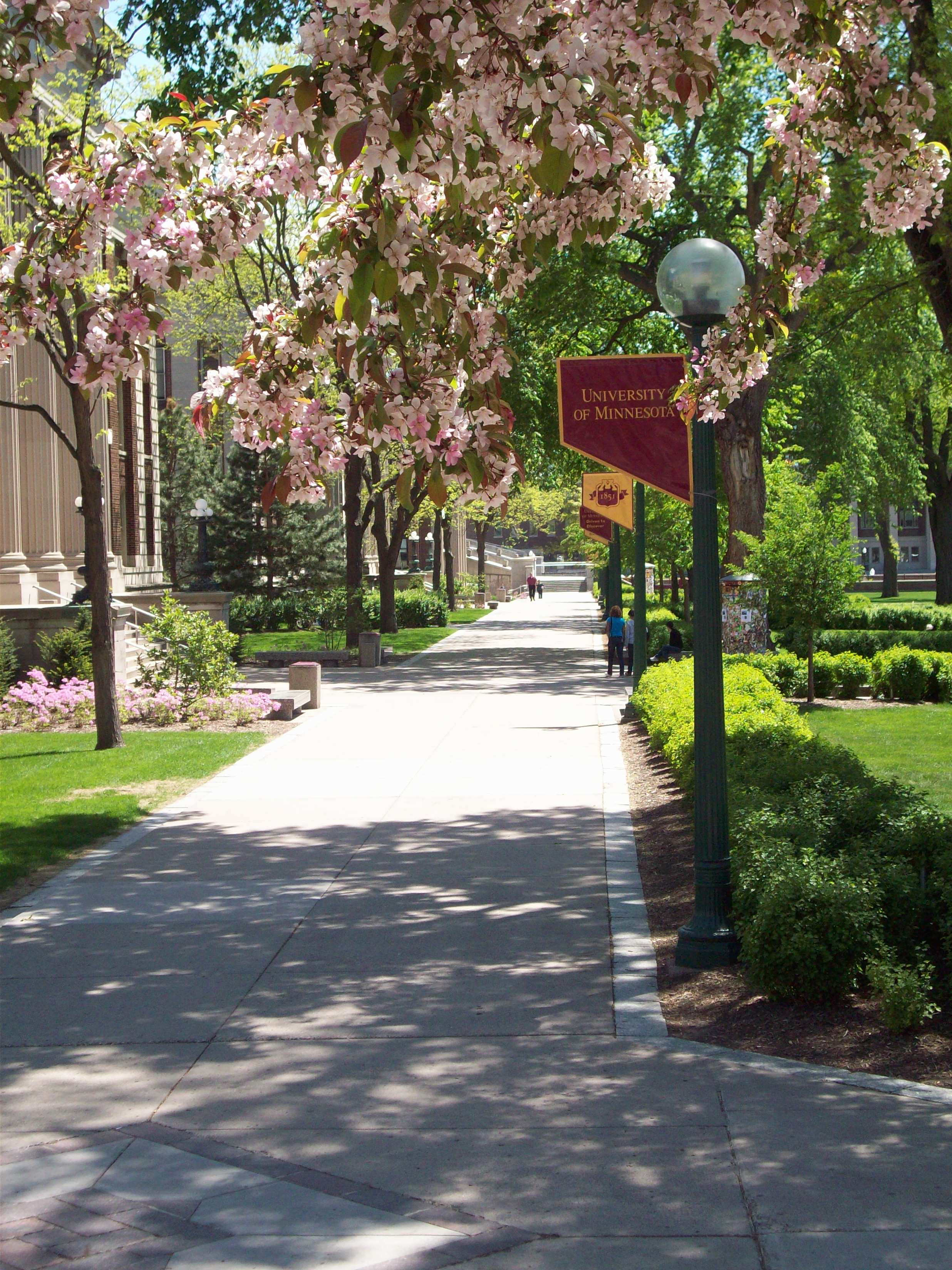
The eastern edge of the Northrop Mall, Spring

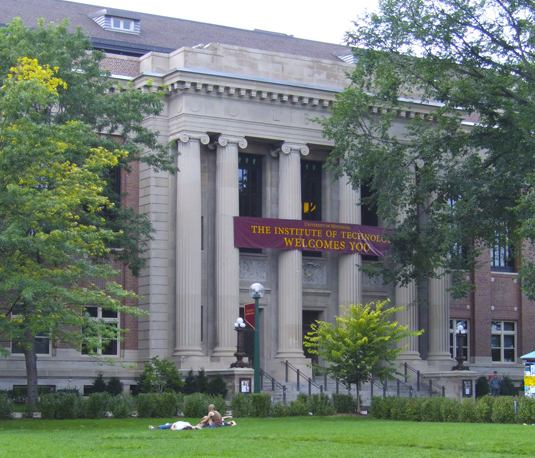
미네소타 대학 월터 도서관

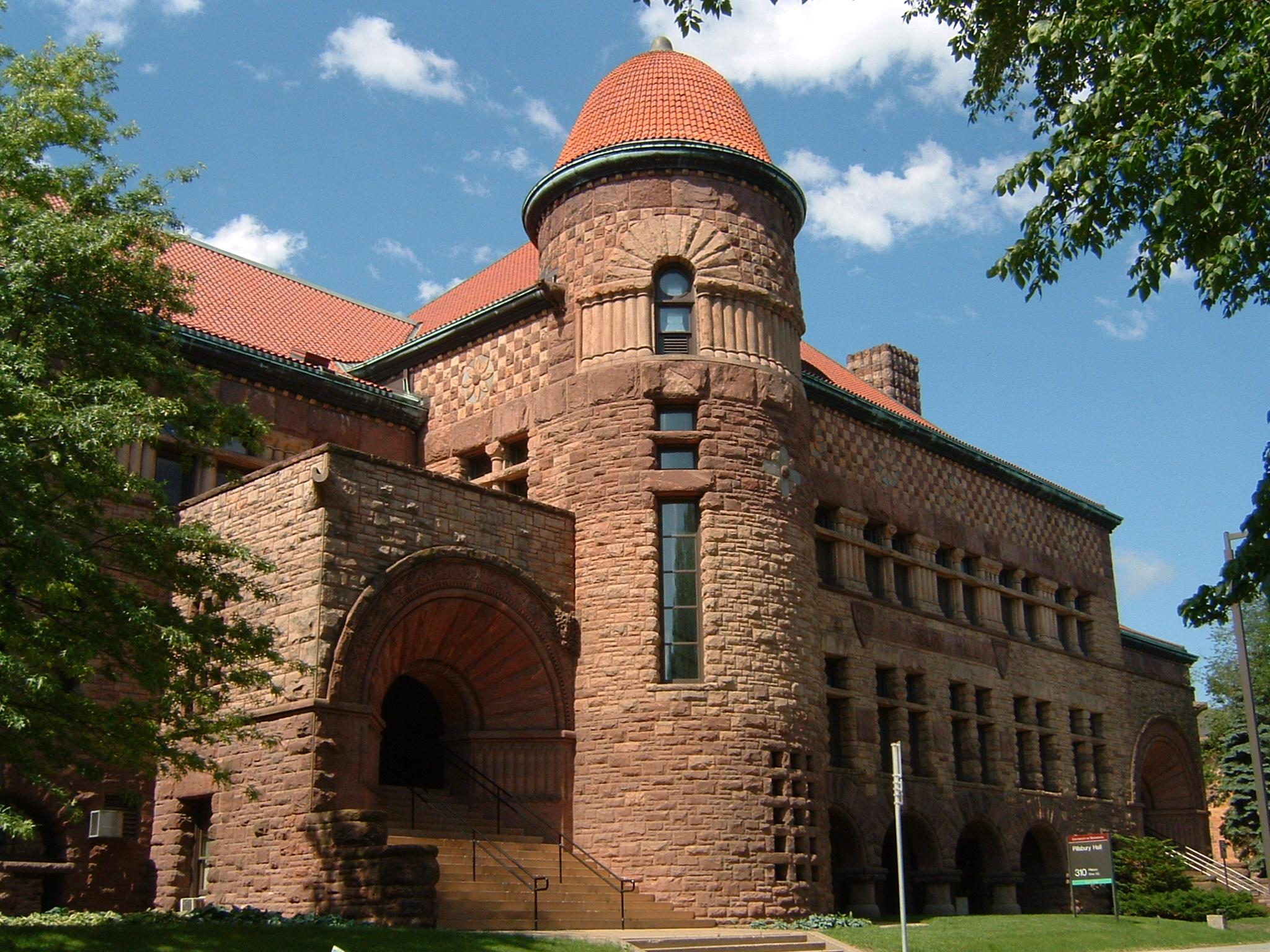
PIllsbury Hall

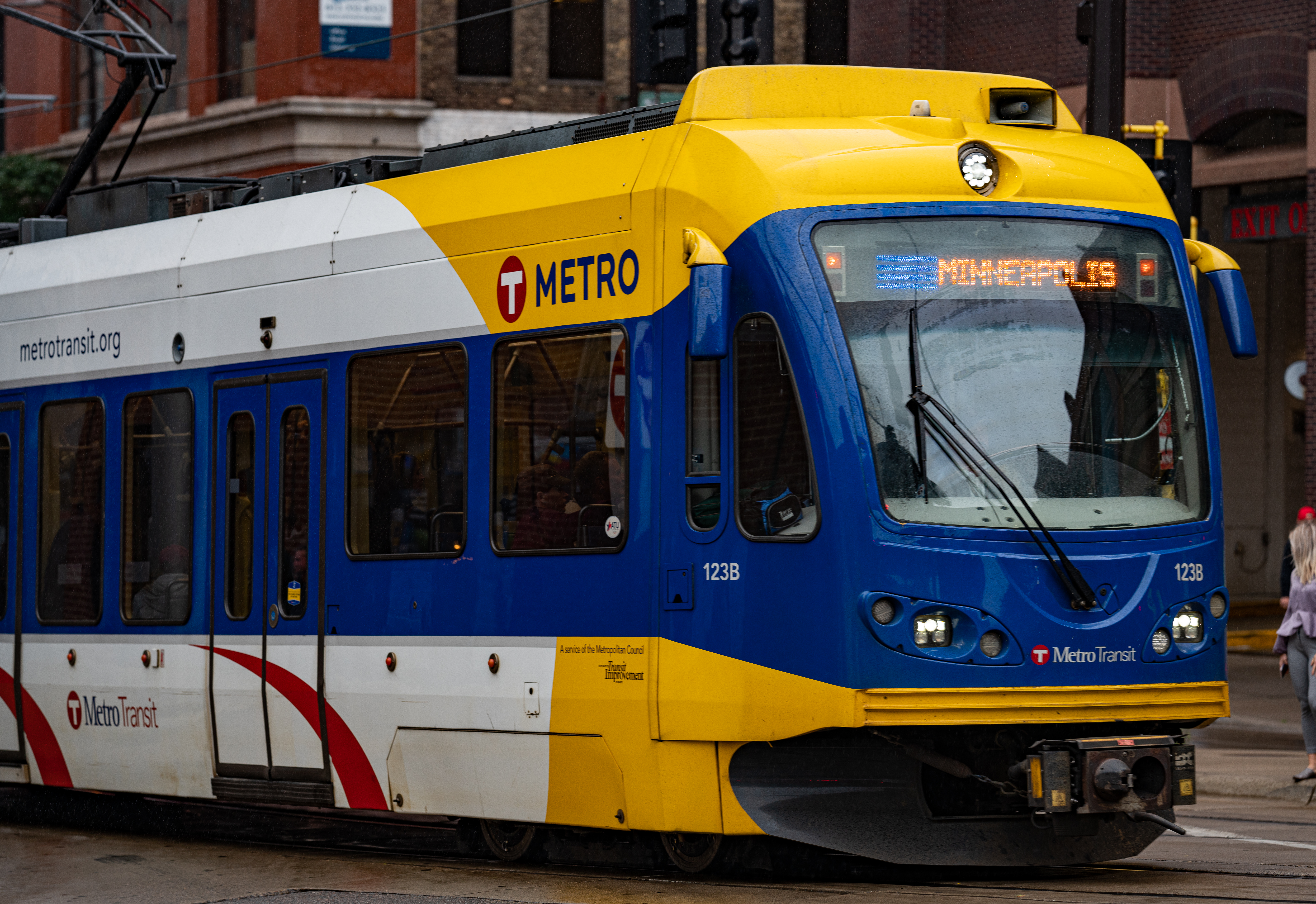
METRO Blue Line Light Rail - Downtown Minneapolis (48979954262)

## 역사
미네소타 대학교는 미네소타 지역이 주로 승격되기 7년 전인 1851년 2월 대학 예비학교로 설립되었다. 미국의 남북전쟁 기간 중 재정난으로 일시 폐교되었으나 지역의 기업가이자, '미네소타 대학교의 아버지'로 불리는 John Sargent Pillsbury의 도움으로 1867년 다시 문을 열었다. 이때 주 상원의원과 주지사를 지내고 대학의 이사로 활동하던 필즈베리의 지원아래 주 정부로부터 재정지원을 받는 그랜트 유니버시티가 되었다. 1873년 최초로 문학사를 배출하고, 1888년에는 철학박사 학위를 수여하였다. 미네소타 대학교는 본교 격인 트윈 시티즈 캠퍼스를 중심으로, 이후 1947년 덜루스 캠퍼스, 1960년 모리스 캠퍼스, 1966년 크룩스톤 캠퍼스, 2006년 로체스터 캠퍼스를 각각 신설하여 5개의 캠퍼스를 하나의 대학 시스템으로 통합한 뒤 현재에 이르고 있다.

## 캠퍼스
교내의 통계에 따르면 2019년 가을을 기준으로 학부생이 약 31,367명, 대학원생이 12,100명이다. 전미 8위의 대학 규모를 자랑하는 미네소타 대학교 트윈 시티즈 캠퍼스는 18개의 단과대학에 학부에만도 150여개의 전공분야를 두고 있어 현대의 대학에서 다루고 있는 거의 모든 영역을 가르치고 있다고 해도 과언이 아니다. 이 학교에서 전통적으로 우수한 영역으로 꼽히는 분야는 수학, 의학, 공학, 통계학, 법학, 심리학, 저널리즘, 경제학, 경영학, 정치학, 생물학, 연극 등이다. 2016년도 학부과정의 재학생 중 백인계가 65.3%, 유학생 12.7%, 동양계가 9.2%, 아프리카계가 4.3%, 남미계가 3.1%이다. 매년 많은 유학생을 받아들이고 있으며, 여러 학문과 문화에 걸쳐 다양성을 중시하는 학교이다.

## 구성

### 학부 (Undergraduate)
- 생명과학대학 (College of Biological Sciences)
- 평생교육 및 전문연구대학 (College of Continuing and Professional Studies)
- 디자인대학 (College of Design)
- 교육 및 인간개발대학 (College of Education and Human Development)
- 식품농업자연자원과학대학 (College of Food, Agricultural and Natural Resource Sciences)
- 문리대학 (College of Liberal Arts)
- 경영대학 (Carlson School of Management)
- 간호대학 (School of Nursing)
- 이공대학 (College of Science and Engineering)

### 대학원 (Graduate)
- 일반대학원 (Graduate School)
- 법학전문대학원 (School of Law)
- 험프리 공공행정대학원 (Humphrey School of Public Affairs)
- 의학전문대학원 (School of Medicine)
- 치의학전문대학원 (Dentistry)
- 약학대학원 (College of Pharmacy)
- 공공보건대학원 (School of Public Health)
- 수의학대학원 (College of Veterinary Medicine)

### 평생 교육원 (Extension)
- 익스텐션 (University of Minnesota Extension)

## 학교 현황
미네소타 대학교 트윈 시티즈의 교육 시설은 상당히 좋은 편이다. 각 단과대학마다 도서관이 따로 있지만 메인 도서관은 장서수가 500만권에 달하고 보유하고 있는 저널만 해도 3만개가 넘기 때문에 일반 도서관을 합쳐도 북미주 전체에서 14번째로 큰 규모이다. 연구와 교육의 장으로 사용되는 식물원은 그 넓이가 평수로 치면 82만여평이나 된다. 미네소타 대학교 도서관은 전 세계에서 가장 많은 셜록 홈즈 관련 자료들과 방대한 컬렉션을 보유하고 있다. 미네소타 대학교가 위치한 트윈 시티즈는 북위 45도, 즉 한반도의 함경북도 회령과 비슷한 위도상에 있어, 겨울에는 눈이 많고 춥기로 소문난 곳이다. 겨울에는 수은주가 흔히 영하 20도 내지 30도까지 내려가기도 한다. 그러나 캠퍼스의 주요 건물들이 모두 지하 터널망으로 이어져 있어 실제로 학생들은 추위로 인한 큰 불편을 느끼지 않고 지낸다. 미네소타 대학 병원은 캠퍼스 내에 위치해 있기 때문에 비상 시 학생들이 편하게 이용이 가능하다.

## 주변 환경 및 교통
미네소타주는 만개가 넘는 호수와 천혜의 자연환경을 가지고 있는 지역으로 유명하다. 깨끗하고 아름다운 미니애폴리스와 세인트 폴 두 도시에 걸쳐 위치해 있는 캠퍼스 사이에는 마크 트웨인의 허클베리 핀의 모험으로 유명한 미시시피강이 흘러서 아름다운 경관을 자랑한다. 캠퍼스를 가로지르는 경전철이 학생들의 통학을 매우 용이하게 해준다. 워낙 캠퍼스가 큰지라, 학교 자체에서 셔틀순환버스를 운영하고 있다. 미네소타 대학교 학생은 무료로 이용이 가능하다. 

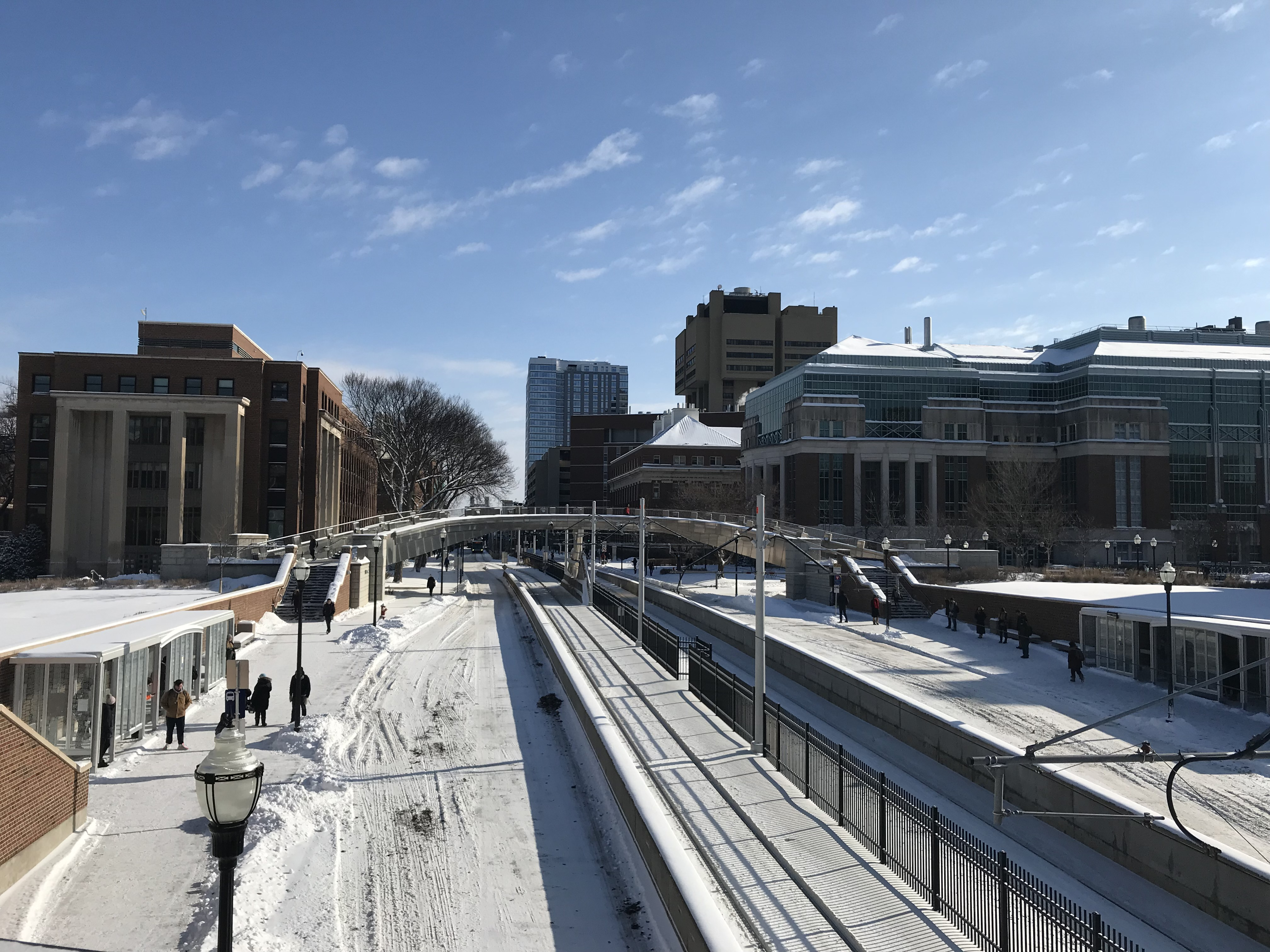
University of Minnesota

## 지역 연계 활동
미네소타주에는 세계 기업 총수입 순위인 “Fortune 1000”리스트에 선정되어있는 35개의 대기업 본사들이 주재하고 있어서 많은 연구를 미네소타 대학교 트윈 시티즈 캠퍼스와 협력해서 진행한다. 미국의 유명 기업인 Target, 베스트 바이, 3M, 제너럴 밀스, 유나이티드헬스그룹, 그리고 유명 의료기관인 메이오 클리닉 등 미네소타에 본사를 둔 회사들이 많다. U.S. News & World Report는 전미에 5천여개가 넘는 상급 의료기관 중 메이오 클리닉을 2014-2015 최고의 병원으로 선정한 바 있다.
CNBC는 매년 미국의 50개 주를 대상으로 경제, 교육, 교통, 삶의 질, 비즈니스 비용, 도시 접근성 등 10개 카테고리를 평가하여 점수화 한 뒤 순위를 발표하는데 미네소타 대학교가 위치한 미네소타주는 지난 2014년 6위로 선정 된 이후 2015년에는 1위를 차지함으로써 여타 지역보다 눈부신 성장을 이루고 있음을 반영하고 있다.

## 입학 현황
미네소타 대학교 트윈 시티즈에 지원하는 학생들은 고교 재학 중 상위 10% 안에 드는 우수한 학생들이다. 2014년 기준 편입생의 합격률은 약 36%이다.

## 대한민국과의 관계
미네소타 대학교는 대한민국과의 인연이 깊다. 특히 서울대학교와 역사적으로 깊은 교류를 맺고 있는 대학이기도 하다. 일례로 미네소타 프로젝트가 있다. 미네소타 프로젝트는 한국전쟁 이후 미국이 진행한 '서울대 재건 프로그램'이다. 미네소타 프로젝트를 통해 1955~1961년 서울대 의과대학, 공과대학, 농과대학 등 3개 단과대학 교직원 226명이 3개월에서 4년 동안 미네소타 대학교에서 연수를 받았다. 당시 한국은 간단한 수술도 엄두를 내지 못하던 시기였다. 대장균 플라스크(시험용기)를 가슴에 품어 배양할 정도로 연구 환경도 열악했다.
프로젝트에 참여한 한국 의료진은 77명. 이들은 주말에도 쉬지 않고 하루 두세 시간 쪽잠을 자며 학업에 몰입했다. 임상강사(펠로) 역할을 하며 환자를 직접 진찰하고 회진도 같이 돌았다. 기초의학 의료진은 세균과 바이러스 배양법을 익혔다. 팔에서 피를 뽑는 법과 같은 간단한 처치부터 심장 수술 같은 고난이도 수술법까지 배우고 돌아왔다. 홍창의 전 서울대병원 병원장, 고(故) 이상돈 전 중앙대 의무부총장, 한국 바이러스 연구의 대가인 이호왕 박사 등이 프로젝트 주역이었다.
미네소타 프로젝트로 박사논문을 쓴 이왕준 명지병원 이사장은 “초기에 핵심적인 리딩 그룹을 키웠고 이들이 배운 시스템이 전국으로 확산됐다”며 “미네소타 프로젝트는 전후 공적개발원조(ODA) 프로그램 중 가장 성공한 사례로 평가받고 있다”고 말했다.
재원을 지원한 미국 정부가 미네소타 대학교를 선정한 이유는 6.25전쟁 당시 한국에서 전사한 미군 중 미네소타 출신들의 비율이 가장 높고 전쟁고아 입양도 가장 많을 정도로 미네소타가 한국과 인연이 깊어서였다. 1958년에는 서울대 미대에서 두 학교간 교환 미술전까지 열렸다.
지난 2018년 4월 27일에는 성낙인 서울대학교 총장이 미네소타 대학교를 직접 방문하여 에릭 캘러 미네소타 대학교 총장과 양교 간 교류협력방안에 대하여 논의하였다. 뿐만 아니라, 미네소타 대학교는 한국의 연세대학교, 고려대학교, 성균관대학교, 한양대학교 그리고 경인교육대학교 등과 교환학생 협정을 체결하고 지속적으로 활발한 교류를 하고 있다.

## 평가

### 순위
미네소타 대학교는 1851년에 설립 된 미국 내에서 가장 유서 깊은 공립대학 중 한곳으로 인정받고 있다. 또한 대다수의 학과가 미국 대학교 전체 프로그램 순위 20위 안에 포함된다. 2013년 세계 대학 학술 순위(Academic Ranking of World Universities, ARWU)에서 세계 29위, 2017년 《U.S. 뉴스 & 월드 리포트》 세계 대학 순위에서 38위를 기록했다. 영국 타임즈지 대학평가(The Times Higher Education World University Rankings 2015)에서 46위를 기록했으며, 2011 세계 대학 세부 순위에서 수학과는 4위를 기록하였다. The Gourman Report에 따르면 미네소타 대학교의 심리학 학부 과정은 전미에서 5번째로 높은 평가를 받고 있다. 매년 미네소타 의과 대학에서 실시하는 신장이식 수술은 수백건에 달하고 있고, 골수이식 수술은 미국내 최다 기록인 연간 백건 이상씩을 실시하고 있다.

### 학문 및 연구
미네소타 대학교는 생물학과 농학등 생명과 식량에 관한 부분에서도 상당히 우수한 학교다. 대표적으로 2차 세계대전 중 미군의 전투식량이었던 K레이션을 개발한 식품공학과가 있다. 생물학과의 경우, 미네소타 대학교의 교육 혁신의 선두주자로써 온갖 강의들에 큰 영향을 끼치고 있다. 특히 생물학의 맹점인 생물학을 배우려고 생물학을 배운다는, 무의미한 이론 교육에서 벗어나기 위해 실전 연구 능력 증진을 고려한 교육 과정으로 꽤나 유명하다.
지역 특성상 지리학과, 심리학과, 신문방송학과, 교육학과 분야에서도 상당히 강세라서, 대학 수준의 교재를 보다 보면 심심치 않게 미네소타 대학교와 이 학교 출신 교수들의 이름을 볼 수 있다. 특히 심리학은 항상 전미 10위 안에 드는 무지막지하게 막강한 학교로 손꼽힌다. 전세계에서 널리 쓰이는 미네소타 다면적 인성검사가 이 학교 교수진들의 작품이다. 심리학과 생물학 모두가 강하고, 심리학과 생물학 모두 다양한 실험 능력을 갖추고 있다. 또한 스포츠 매니지먼트 학과의 경우 전미 2위에 랭크되어있다.
경제학에 있어서도 상당히 강세인 학교이다. 21세기 현재에도 각종 순위 평가에서 상위 20등 안에는 안정적으로 들어가고 있다. 경제학의 여러 분야에서 유명하지만, 거시경제학 쪽이 특히 강하다는 평가를 받는다. 거시경제학의 흐름을 살펴보면 시장의 힘을 강조하는 fresh water와 적절한 정부 정책을 강조하는 salt water로 관점이 나뉘는데, fresh water를 대표하는 경제학자들은 대부분이 시카고 대학교나 미네소타 대학교에 적을 둔 경우가 많다. 또한 연구에 특화된 미국 연방준비위원회의 미니애폴리스 본부가 학교와 가깝다보니 미네소타 대학교의 거시경제학 연구진과 연준 미니애폴리스 연구진의 교류도 활발하다. 거시경제학에서 특히 두드러지지만 미네소타 대학교 경제학과는 전반적으로 시장의 효율성을 강조하며 엄밀한 수학 이론에 기반한 논리적 모델링을 강조한다.
미국에서 학위를 제공하는 단일 학과로서는 거의 유일하게 주거학 (Housing Studies) 학과가 개설되어 있는 대학이기도 하다. 주거학만을 전문적으로 하는 교육을 받고 싶은 학생은 미네소타 대학교가 아니라면 영연방쪽 학교들로 유학을 가야 한다. 본교 입장에서도 이 학과가 개설되어 있음을 상당히 자랑스럽게 생각하는지 몇년 전부터는 프로그램을 확대하여 주거학으로 일반 학위 뿐 아니라 단기교육 과정을 통한 수료증 (Graduate Certificate) 취득이 가능하도록 하였다. 행정상으로는 College of Design 소속으로 되어 있다.
분광기를 이용한 화성 탐사를 가능하게 만든 것 또한 미네소타 대학교이며, 이는 세계적으로 그 가치를 인정받고 있다.

## 저명한 동문

CJ Burger

미네소타 대학교는 각 분야에서 막강한 영향력을 끼친 저명한 인사들을 많이 배출하기도 했다. 미네소타 대학 졸업생이나 교수를 지낸 인사로 노벨상을 받은 사람은 문학가 솔 벨로를 비롯해서 30명이 있으며, 전세계 대학 노벨상 수상자 수 순위 22위에 있다. 기타 노벨상 수상자로는 1956년 노벨 물리학상 수상자 월터 하우저 브래튼, 1961년 노벨 화학상 수상자 멜빈 캘빈, 1970년 노벨 평화상 수상자 노먼 볼로그, 1995년 노벨 생리학·의학상 수상자 에드워드 B. 루이스, 1998년 노벨 생리학·의학상 수상자 루이스 이그나로, 2000년 노벨 경제학상 수상자 다니엘 맥파든, 2012년 노벨 화학상 수상자 브라이언 코빌카, 2013년 노벨 경제학상 수상자 라스 피터 핸슨, 2016년 노벨 문학상 수상자 밥 딜런 등이 있다. 이외에도 유명 졸업생중에는 미국의 부통령을 지냈고 대통령 후보였던 고 휴버트 호레이쇼 험프리와 월터 먼데일, 전 대법원장인 워렌 버거, 영국의 부총리 닉 클레그, 심장수술의 대가인 남아프리카공화국의 크리스천 버나드 박사가 있다. 배우 헨리 폰다, 미국 최초의 우주비행사 7인 중 한명인 디크 슬레이튼, 고어텍스를 개발한 로버트 W. 고어, 대한민국 언론인이자 현 JTBC의 공동 사장인 손석희 또한 미네소타 대학교 동문이다. 

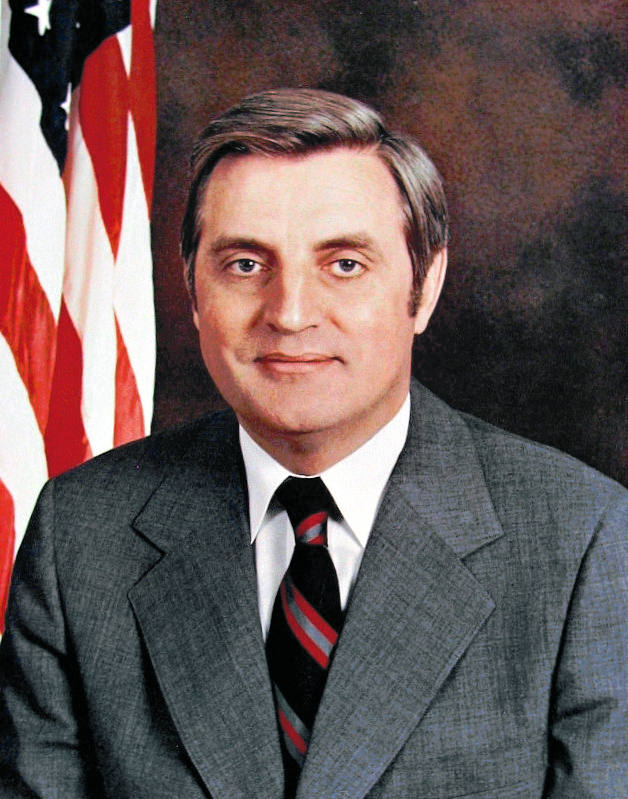
U.S. Vice-President Walter Mondale

## 국내 동문
미네소타 대학교는 한국 동문 역사도 상당히 오래되었다. 미네소타 대학교를 거쳐간 국내 유명 동문은 일일이 열거하기 힘들 정도로 많다. 특히 서울대 출신 동문이 굉장히 많다. 그 중 대표적으로 권이혁 제 15대 서울대학교 총장, 홍창의 서울대 의대 명예교수, 이호왕 한탄생명과학재단 이사장, 정명식 포스코(전 포항제철) 회장, 권오규 주 경제협력개발기구(OECD) 대표부 대사, 강문수 전 한국은행 금융통화위원회 위원, 문용린 전 교육부 장관, 허신행 전 농림부 장관, 김정숙 전 식약청장 등이 있다. 뿐만 아니라 김노경 국립 암센터 이사장, 정진택 제 20대 고려대학교 총장, 이용구 전 중앙대학교 총장, 구본호 전 울산대학교 총장, 암과 혈관 연구의 세계적 권위자인 김규원 서울대 약대 교수, 김규언 연세대 의대 교수, 언론계에서는 손석희 아나운서 또한 미네소타 대학교 출신 국내 동문이다. 목진휴 국민대 행정대학원장은 미네소타 대학교에서 정치학을 공부했다. 재계에서 활약하고 있는 국내 동문은 이병남 LG그룹 부사장, 정휘동 청호나이스 회장, 김성우 한국퀄컴 사장 등이 있다. 

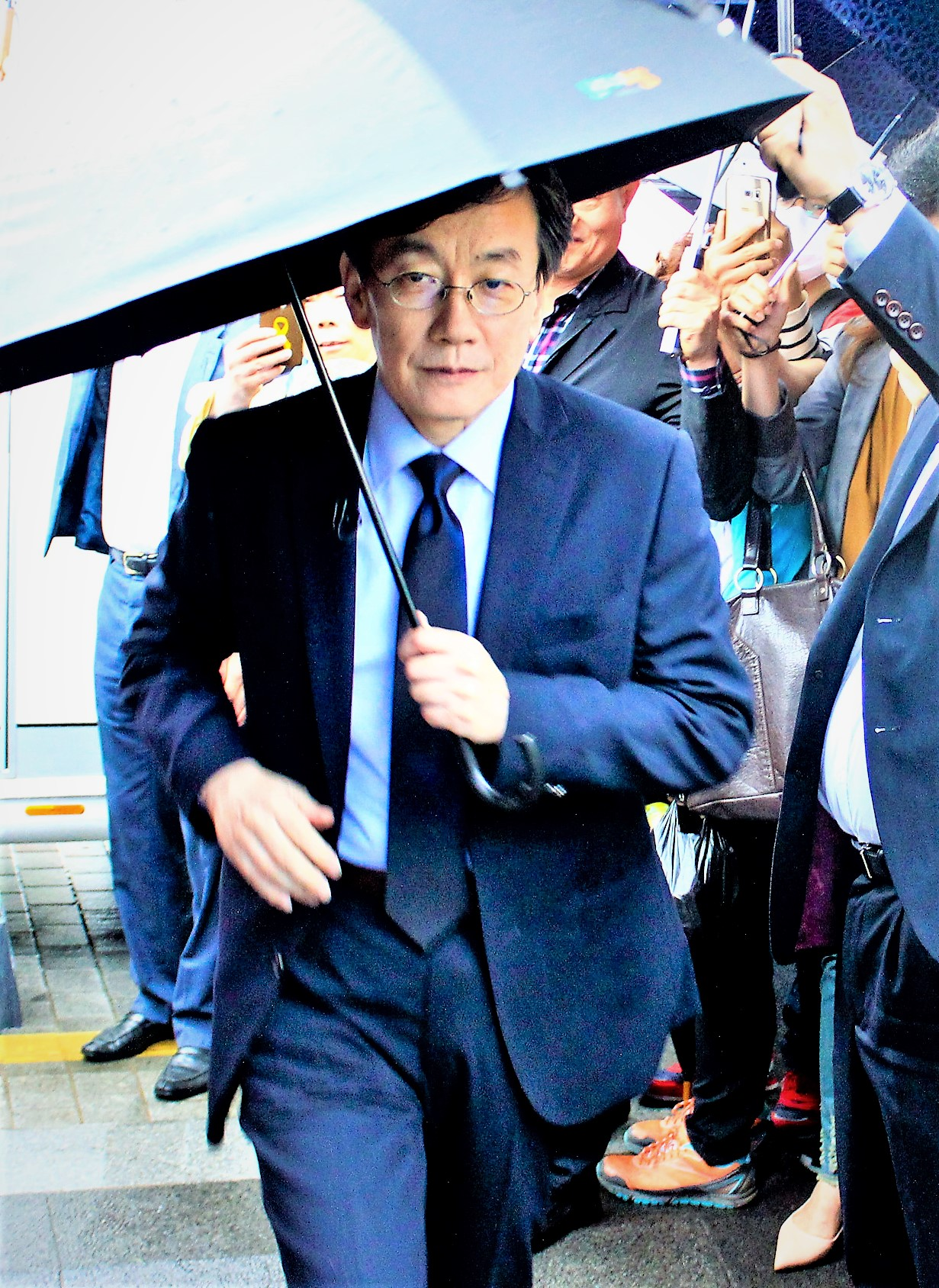
손석희 (언론대학원)

## 스포츠
미네소타 대학교 트윈 시티즈의 스포츠 팀은 전미 대학 체육 협회 NCAA 1부 리그에 속해있다. 또한 미 중서부의 유서깊은 대학 스포츠 디비전인 Big 10 Conference 소속 대학이며, 1896년 창시 된 이래 최초 가입 멤버 중 하나이다. 대학교 스포츠팀명은 Minnesota Golden Gophers이다. 본교의 풋볼 홈구장은 TCF 뱅크 스타디움이다. 현재까지 NCAA 토너먼트 우승을 7회 차지하였다. 통산 전적은 669승 44무 498패 (승률: 0.571)이다. 

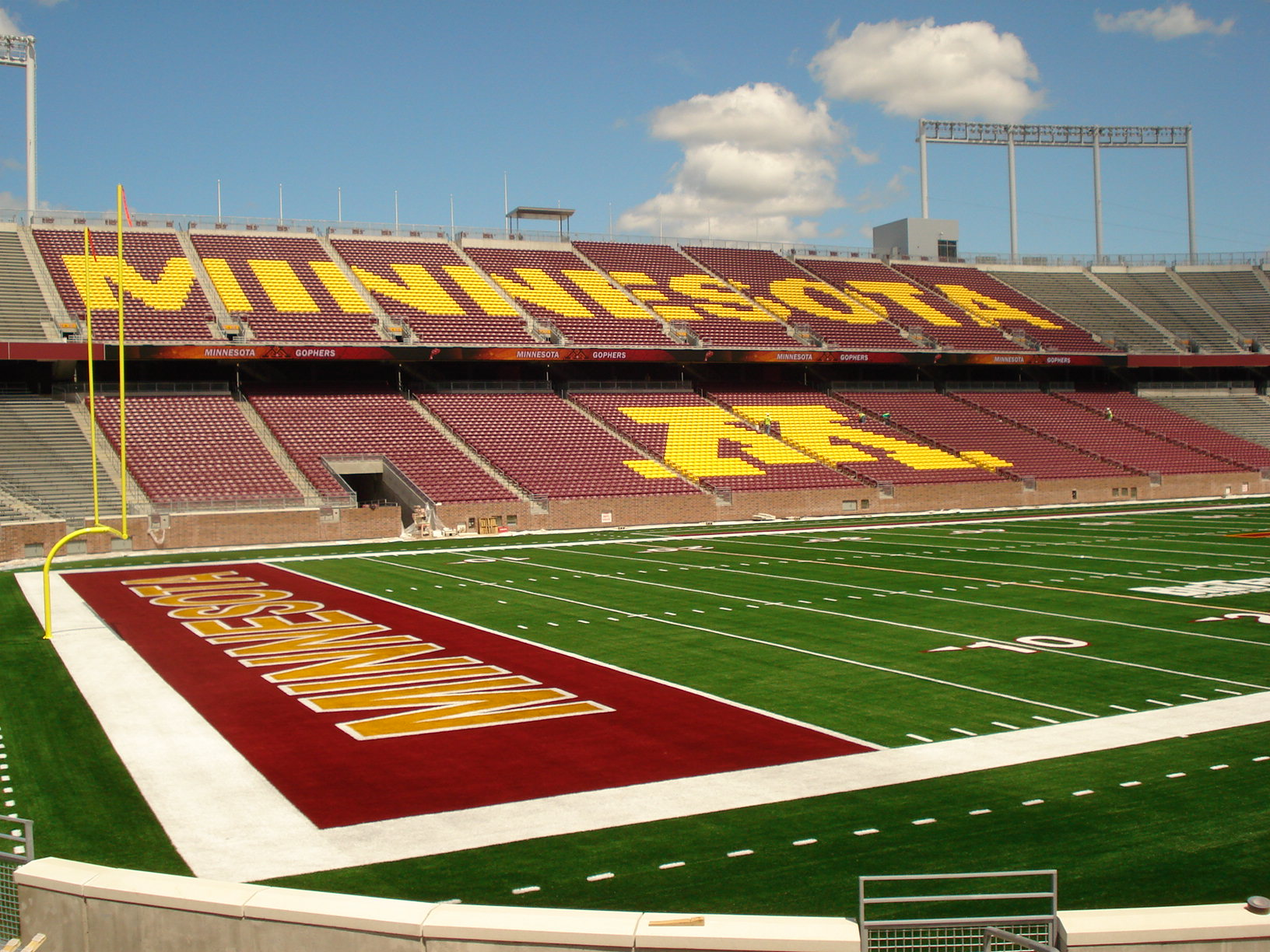
TCF Bank Stadium - Minnesota Golden Gophers

## 같이 보기
- 미네소타주의 대학 목록